# Johanna Diehl
Johanna Diehl (* 1977 in Hamburg) ist eine deutsche Künstlerin, Fotografin und Professorin. Sie lebt und arbeitet in Berlin.

## Beruflicher Werdegang
Johanna Diehl hat an der Hochschule für Grafik und Buchkunst Leipzig zunächst bei Timm Rautert und dann als Meisterschülerin bei Tina Bara studiert. Außerdem besuchte sie während eines Gastaufenthaltes an der École nationale supérieure des beaux-arts de Paris die Klassen von Jean-Marc Bustamante und Christian Boltanski und arbeitete mit dem Gastprofessor Boris Mikhailov an einem Projekt in Odessa.
Nach ihren Serien Displace, Borgo und der zuletzt in der Pinakothek der Moderne in München ausgestellten Serie Ukraine Series, gilt Johanna Diehl laut der Sendung ARTE metropolis als „Archäologin der jungen deutschen Fotografie“.
Seit 2019 ist Diehl Professorin für Fotografie der Fakultät Gestaltung an der Hochschule für angewandte Wissenschaften Würzburg-Schweinfurt.

## Werke (Auswahl)

### „Borgo Romanià Alleanza“ (2012/2014)
Potemkinsche Dörfer zwischen Pinien: In ganz Italien wurden unter Mussolinis Diktatur sogenannte Borghi gebaut, am Reißbrett geplante Mustersiedlungen im Sinne der faschistischen Agrarreform. Besonders in Sizilien stehen sie nach wie vor leer, sind Kulissendörfer geblieben. Diehl nimmt in ihrer puristisch-konzeptuellen Serie Borgo mit der Plattenkamera über zwanzig dieser utopischen Plansiedlungen auf und zeigt sie als geisterhafte Theaterszenerien, mitsamt Parteigebäuden und Triumphbögen. 2012 erfolgte durch den damaligen Beauftragten der Bundesregierung für Kultur und Medien Bernd Neumann der Ankauf der Arbeit "Borgo Bassi III" aus der Serie für die Sammlung zeitgenössischer Kunst der Bundesrepublik Deutschland. In der Folge Romanità untersucht die Künstlerin Materialien und Bildprogramme öffentlicher Gebäude Roms aus dieser Zeit: Marmor und martialische Fresken schlagen historische Bögen vom alten Rom bis zum Faschismus und bestimmen bis heute die Atmosphäre in Ministerien und im Kongresszentrum der Stadt. Im Zentrum von Diehls Arbeiten steht die Frage, wie Rhetoriken der Macht durch Architektur auf das einzelne Subjekt wirken. In Alleanza geht es um die machtvolle Allianz zwischen Kirche und Staat in den Jahren der Diktatur, wie sie in der Formensprache damaliger pathetischer Kirchenbauten Ausdruck fand. „Johanna Diehls fotografischer Blick ist konzeptuell. Erst formt sie eine Idee, ein Thema. Dann geht sie auf die Suche nach ihren Motiven und auf Reisen entstehen dann ihre konzentrierten Werke. (...) Die Kunst der Fotografie, Schärfe, Licht und Perspektive präzise einzusetzen, erreicht bei Johanna Diehl den perfekten Grad. Sie ist eine Ausnahmefotografin.“ Hierzu ist 2014 eine Publikation bei Hatje Cantz erschienen.

### „Displace“ (2009)
Der Titel Displace, was sowohl „Vertreiben“ als auch „Ersetzen“ bedeutet, verweist auf die in den Fotografien charakteristische Abwesenheit der Menschen, die ihre Heimat und ihre Gebetsstätten – Moscheen im christlich-orthodoxen Süden sowie Kirchen im muslimischen Norden – verlassen mussten. Zugleich beschreibt dieser Begriff aber auch den Vorgang der Umwidmung und des Wiederbeschreibens durch eine andere Volksgruppe, die sich in den verlassenen Dörfern neu angesiedelt hat. „Es ist vor allem die überraschende Verknüpfung von objektiver Bildsprache und Diehls fotografischer Interpretation des vieldeutigen Bildgegenstands, die den Betrachter verwirren und zum genaueren Hinsehen animieren.“ Diese Arbeit wurde 2011 im Fotohof Salzburg publiziert.

### „Ukraine Series“ (2013/2015)
2013 besuchte Johanna Diehl ehemalige Synagogen auf dem Gebiet der heutigen Ukraine. Während der deutschen Besatzung teilweise zerstört, wurden diese unter der sowjetischen Herrschaft völlig zweckentfremdet: als Autowerkstatt, Essigfabrik, Krankenstation, Kino, Näherei, Sporthalle oder KGB-Gefängnis. Die Gebäude verdeutlichen die rücksichtslose Machtdemonstration der einen oder der anderen Ideologie über die Synagoge als religiösem Kulturraum. Eine zugemauerte Thora-Nische oder historische Deckenmalereien, die unter einem abbröckelnden Anstrich wieder hervorscheinen, weisen manches Mal auf das reiche religiöse Leben hin, das über Jahrhunderte in diesen Räumen blühte. Die mit einer Großformatkamera gemachten einfühlsamen und zugleich schonungslosen Aufnahmen werden in der 2015 im Sieveking Verlag erschienenen Publikation durch sehr persönliche, literarische Texte von Jurij Andruchowytsch bereichert, einem der renommiertesten ukrainischen Schriftsteller.

## Trivia
Diehl ist die Nichte des documenta-Gründers Arnold Bode.

## Ausstellungen

### Einzelausstellungen (Auswahl)
- 2021: Broken Repertoire, Jahresausstellung des Kunstvereins Göppingen[10]
- 2019: In den Falten das eigentliche, Haus am Waldsee, Berlin
- 2017: Constellations, Galerie Wilma Tolksdorf, Frankfurt am Main
- 2016: Johanna Diehl und Claudia Wieser, Galerie der Villa Massimo, Rom
- 2016: Akademie Schloss Solitude, Stuttgart
- 2015: Ukraine Series, Pinakothek der Moderne, München[11]
- 2015: Eurotopians, Oldenburger Kunstverein, Oldenburg
- 2015: SETS, Galerie Wilma Tolksdorf, Frankfurt am Main
- 2013: Eurotopians, Galerie Wilma Tolksdorf, Frankfurt am Main
- 2013: Displace, Hospitalhof, Stuttgart
- 2012: Borgo. Romanità, Overbeck-Gesellschaft, Kunstverein, Lübeck
- 2012: Galerie Fiebach, Minninger, Köln
- 2011: Borgo, Galerie Wilma Tolksdorf, Frankfurt am Main
- 2010: Displace, Oldenburger Kunstverein, Oldenburg
- 2010: Galerie Wilma Tolksdorf, Berlin
- 2010: Galerie Fiebach&Minninger, Köln
- 2009: Atelierfrankfurt, Frankfurt am Main; New Positions 2009; Art Cologne/Förderkoje
- 2008: Das Gedächtnis der Orte, Stadtmuseum im Spital, Crailsheim
- 2007: Galerie Fiebach & Minninger, Köln
- 2007: Galerie Emmanuel Post, Leipzig

### Gruppenausstellungen (Auswahl)
- 2022: Viaggio in Italia XXI - Reise nach Italien XXI, Museum Casa di Goethe Roma,[12]
- 2022: EVROVIZION.CROSSING NOVI SAD, Museum der zeitgenössischen Kunst Vojvodina, Novi Sad[13]
- 2017: Vermisst – Der Turm der blauen Pferde von Franz Marc, Haus am Waldsee, Berlin
- 2016: Not here yet, H2 Zentrum für Gegenwartskunst, Glaspalast Augsburg
- 2015: Es war einmal ein Land, Heidelberger Kunstverein
- 2015: Freude Schöner Götter Funken, Galerie ABTART, Stuttgart
- 2014: Facts and Fiction, Multimedia Art Museum, Moskau
- 2013: Internationaler Welde Kunstpreis für Fotografie, Alte Feuerwache Heidelberg
- 2013: Religion&Riten, Art Foyer DZ Bank Kunstsammlung
- 2012: Paris Photo, Grand Palais, Paris
- 2012: Wie zusammen leben?, Salzburger Kunstverein
- 2012: Über-Zeit / Showing the case: Showcase #2, Heidelberger Kunstverein
- 2012: Bildspuren – Unruhige Gegenwarten, Darmstädter Tage der Fotografie
- 2012: Viaggio in Italia / Italienische Reise, Werkschauhalle, Baumwollspinnerei Leipzig
- 2011: Nachbilder – Junge Fotografie, Schloss Ritzebüttel, Cuxhaven
- 2011: G#11, Galerie Fiebach, Minninger, Köln
- 2011: SCHAURAUM II, KG Freiräume, Hallein (Österreich)
- 2011: Selection/Auswahl, Photoforum Pasquart, Biel/Bienne
- 2010: Re-Envisioning Cyprus, Pantheon Gallery, Nicosia/Zypern
- 2010: Enovos Preis Junge Kunst 2010, Wilhelm-Hack-Museum, Ludwigshafen
- 2010: 10 Jahre Kunstverein, Palais für aktuelle Kunst, Glückstadt
- 2010: REMINDER, The Forgotten Bar Project, Galerie im Regierungsviertel, Berlin
- 2010: International Festival for Photography & Video, Gallery Iang, Seoul/Korea
- 2010: Im Verborgenen, F-Stop Fotografiefestival, Leipzig
- 2009: No Sound of Music, Salzburger Kunstverein (Österreich)
- 2009: Parcours, KG Freiräume, Hallein (Österreich)
- 2009: Stille Welt – Realität und Symbolik der Dinge, Städtische Galerie Traunstein
- 2008: Vertrautes Terrain – Aktuelle Kunst in und über Deutschland, ZKM Karlsruhe
- 2008: Zeitbilder, Marta-Hoepffner-Gesellschaft für Fotografie, Stadtmuseum Hofheim am Taunus
- 2007: R.O.T.-die vierzehnte, Leipziger Jahresausstellung, Leipzig
- 2007: Frozen Moments, Galerie Christa Burger, München
- 2007: F-Stop-1. Internationales Fotografiefestival Leipzig, ZZF Leipzig
- 2007: Ortswechsel, Atelierfrankfurt, Frankfurt am Main
- 2005/2006: THE LEIPZIG LENS, German Embassy, London
- 2005: The Glasgow School of Art, Glasgow
- 2005: Caxap-Zucker, Galerie Aspekte, München
- 2005: Kalte Herzen, Klasse Rautert, Kunstverein Radolfzell
- 2005: Si jeunes, on ne se retrouvera plus, Galerie Droite, ENSBA, Paris
- 2005: Kalte Herzen, Klasse Rautert, Kunstbunker Tumulka, München
- 2004: Auf der Suche nach Identität, Kunsthalle Villa Kobe Halle
- 2002/2003: CAXAP-Zucker, HGB Leipzig
- 2002/2003: Silver & Gold, Klasse Rautert, Städtische Galerie Wolfsburg, Palais für aktuelle Kunst, Glückstadt / Festspielhaus Hellerau, Dresden / Galerie 20.21, Essen

## Auszeichnungen
Johanna Diehl erhielt zahlreiche Auszeichnungen. Dazu zählen unter anderem das Arbeitsstipendium der Konrad-Adenauer-Stiftung (EHF) (2016), der Stiftung Kunstfonds Bonn (2014), der Robert Bosch Stiftung (2012), des DAAD, der Stiftung Kulturwerk, der Rudolf Augstein Stiftung, der Akademie Schloss Solitude, Stuttgart (2015), sowie der Deutschen Akademie Rom Villa Massimo für die Casa Baldi.
Ihr Buch Borgo, Romanità, Alleanza, erschienen 2014 bei Hatje Cantz, erhielt den Deutschen Fotobuchpreis in Silber.

## Monographien, Kataloge, Künstlerbücher
- Archipelagos of Resistance. Sarajevo. Hartmann Books, Stuttgart 2025, ISBN 978-3-96070-126-2.
- Taubes Geäst. Spector Books, Leipzig 2021, ISBN 978-3-95905-538-3.
- In den Falten das Eigentliche. Verlag der Buchhandlung Walther König, Köln 2020, ISBN 978-3-96098-749-9.
- mit Niklas Maak: Eurotopians. Fragmente einer anderen Zukunft. Hirmer Verlag, München 2017, ISBN 978-3-7774-2883-3
- Vermisst – der Turm der blauen Pferde von Franz Marc. Hg. Haus am Waldsee, Berlin. Verlag der Buchhandlung Walther König, Köln 2017.
- Religion und Riten. Hg. DZ Bank Kunstsammlung, Frankfurt am Main 2012.
- Ukraine Series. Mit Texten von Juri Andruchowytsch und einer Einleitung von Bernhard Maaz. Sieveking Verlag, München, Berlin 2015, ISBN 978-3-9448-7414-2
- Borgo. Romanità. Alleanza. Hatje Cantz, Ostfildern 2014, ISBN 978-3-7757-3879-8.
- Displace. Fotohof, Salzburg 2011, ISBN 978-3-902675-28-6.
- Re-Envisioning Cyprus. University of Nicosia Press, Nicosia 2010.
- Im Verborgenen / In the Hidden. Zentrum für Zeitgenössische Fotografie Leipzig. Kehrer Verlag, Heidelberg, /Berlin 2010.
- JUNGE KUNST 2010 – Enovos. Hg. Wilhelm Hack Museum Ludwigshafen am Rhein; Enovos Deutschland 2010.
- photo speaks 2010. Hg. The society of Korean Photography. 2010.
- Vertrautes Terrain – Aktuelle Kunst in und über Deutschland. Hg. Gregor Jansen, Thomas Thiel. Kehrer Verlag, Heidelberg 2009.
- Zeitbilder – Marta Hoepffner-Preis für Fotografie 2008. Hg. Magistrat der Stadt Hofheim am Taunus Stadtmuseum/Stadtarchiv und Marta Hoepffner Gesellschaft für Fotografie e. V. Hofheim am Taunus 2008.
- R.O.T.-die vierzehnte. Hg. Leipziger Jahresausstellung e. V. Leipzig 2007.
- F/STOP- 1.Internationales Fotografiefestival Leipzig 2007. Hg. Zentrum für Zeitgenössische Fotografie Leipzig e. V., 2007.
- CAXAP/Zucker – Zwölf Tage in Odessa. Deutscher Kunstverlag, München/Berlin und Hochschule für Grafik und Buchkunst, 2005.
- Echtes Leipziger Allerlei. Hochschule für Grafik und Buchkunst, 2004.
- Kalte Herzen. Schaden.com Buchhandlung, 2004.
- Silver&Gold. Verlag der Buchhandlung Walther König, Köln 2003.